# Рязань (тип речных судов)
Пароходы проекта  737 — серия речных среднемагистральных  грузопассажирских колёсных пароходов. 
Суда этого типа были последними речными пароходами Советского Союза. 
Строительство судов этого типа началось в СССР в 1951 году на киевском судостроительном заводе «Ленинская кузница». 
С 1952 по 1959 год суда данного проекта также строились в Венгрии на заводе Obuda Hajogyar Budapest. Суда советской постройки известны как проект 737, суда венгерской постройки — как проекты 737/205 и с 1955 года проект 737А.
Всего было построено  75 пароходов этого типа, из них 70 в Венгрии.
Головной пароход проекта назывался «Иосиф Сталин», иногда так называют и весь тип судов. Позднее данный пароход был переименован в «И. П. Котляревский». 
Суда проекта 737/205 также были известны как тип «Максим Горький», суда проекта 737А — как тип «Аркадий Гайдар».
Суда данных проектов получали названия в честь городов СССР и выдающихся русских и советских литераторов. 
Некоторые из них всё ещё продолжают служить в начале XXI века.

## Условия размещения пассажиров
Суда пр. 737 и 737А имели одно-, двух-, четырёх-, восьмиместные каюты, в том числе, имеющие умывальники, два ресторана, два салона, два общих пассажирских помещения. Позднее, в процессе эксплуатации, каюты большой вместимости переоборудовались.

## Распространение, эксплуатация
Пароходы данного типа использовались на Волге, Каме, Днепре, Белой, Дону, Оке, Москве-реке, Лене, Оби. Они обслуживали маршруты Москва — Ока — Горький (Московская кругосветка), Москва — Уфа, Москва — Пермь и прочие Волжском бассейне; Киев — Херсон; Новосибирск — Сургут; Осетрово — Якутск и многих других.
Большинство судов этого типа было выведено из эксплуатации к середине 1980-х годов, при этом суда обычно не списывались, а передавались различным туристическим базам и домам отдыха для использования в качестве плавучих гостиниц.
Дольше всех в нормальной эксплуатации проработал пароход этого типа «Красноярск». До 2004 года он работал на транспортной линии Осетрово — Якутск. После этого он был арендован частной фирмой, и отремонтирован. В 2006 году ветеран опять вернулся к работе, но с 2007 года из-за экономических проблем вернулся на отстой в Киренске, где находится вместе с однотипным пароходом «Благовещенск». В 2014 году "Красноярск" выкуплен компанией "Ленастимбот" и в сентябре, после завершения ремонтно-восстановительных работ, прибыл в г. Якутск. С навигации 2015 г. планируется эксплуатация на круизных линиях. К навигации 2016 г. планируется восстановление парохода "Благовещенск".
На одном судне этого типа («Богдан Хмельницкий», ранее «Н. А. Некрасов»), базирующийся в Киеве, в ходе модернизации паровая машина была заменена на дизельный двигатель, таким образом оно стало теплоходом. Судно используется в основном как плавучий отель.

## Модификации
В отличие от головного, серийные суда имеют полубак. Также серийные суда отличаются от головного несколько изменённой конструкцией надстройки. Суда проекта 737/205 отличаются венгерским оборудованием. Суда проекта 737А имеют более высокий класс речного регистра (О), они отличаются немного большими водоизмещением и размерами.

## Технические характеристики
До двойной черты — проекты 737, 737/205, после — проект 737А
- Класс речного регистра: Р // О
- Длина расчётная/габаритная: 68,4 м / 71,4 м // 69,6 м / 72,8 м
- Ширина расчётная/габаритная: 8,0 м / 15,2 м // 8,6 м / 15,2 м
- Высота от основной линии: 10,5 м // 10,8 м
- Осадка средняя: 1,26 м // 1,2 м
- Водоизмещение с полными запасами: 518 тонн // 542 тонны
- Доковый вес 444 тонны // 449 тонн
- Пассажировместимость общая: 360 // 260 человек, из них
  - мягких спальных мест: 82 // 82
  - жёстких спальных мест: 78 // 78
  - комбинированных мест: 200 // 100
- Мест для членов экипажа: 50 // 50
- Грузоподъёмность: 50 тонн // 76 тонн
- Двигатели: наклонные, двойного расширения ПМ 6
- Мощность двигателей: 450 л. с. // 520 л. с.
- Скорость на глубокой воде: 19 км/ч // 19 км/ч